# Julio Arango
Julio Arango Pagnamenta es un ex nadador colombiano de ascendencia italiana. Participó en los Juegos Olímpicos de 1964 y 1968. Fue medallista de bronce en los Juegos Panamericanos de 1967 en la prueba de los 200 metros libre. Arango fue el primer nadador sudamericano en romper la barrera de los 18 minutos en los 1500 metros libres. Dicho logro ocurrió en los Olímpicos de Tokio 1964, donde registró un tiempo de 17:59.1; nuevo récord sudamericano. Terminó en decimoquinta posición de la clasificación general.
Al margen de su carrera como nadador, a Julio Arango se le recuerda por haber creado a mediados de los años 70 la taberna Julio's, uno de los primeros bares fundados en Medellín bajo el concepto de 'taberna', pretendiendo diferenciarse de las cantinas y bares tradicionales enfocándose al público joven de clase alta.
La taberna, ubicada en todo el límite entre Envigado y Medellín, en el sector que hoy se conoce como 'La Frontera', se convirtió en el punto de reunión de la gente joven de la ciudad que quería disfrutar de la música en inglés que estaba de moda en ese momento. Una de las características del bar era que tenía juegos electrónicos de mesa como Pinball, Space Invaders ('marcianitos') y Pac-Man, que más tarde cambiaría por una mesa de Bumper Pool, una especie de billar que combinaba este juego con el futbolito.